# Primate (Wrestler)
Jason Melrose (* 1985 in Newcastle upon Tyne, England) ist ein englischer Wrestler. Er stand zuletzt bei der WWE unter Vertrag und trat regelmäßig in deren Show NXT UK auf.

## Wrestling-Karriere

### Independent-Ligen (2014–2018)
Melrose wurde von Rampage Brown zum professionellen Wrestling ausgebildet. Sein Debüt gab er am 17. August 2014 bei Target Wrestling. Bei Target Wrestling besiegte er, unter dem Ringnamen Jason Prime, gemeinsam mit Ryan Dean Kris Karnage & Medallion. Von August 2014 bis 2018 arbeitete er fast fünf Jahre lang für verschiedene Independent-Ligen. Unter den Ringnamen Jason Prime und später als Primate arbeitete er in Promotionen in Großbritannien, darunter Main Event Wrestling, Tidal Championship Wrestling, 5 Star Wrestling, 3 Count Wrestling, Insane Championship Wrestling und vielen mehr. Während er bei Defiant Wrestling war, wurde er zweimaliger Hardcore Champion und einmaliger Tag Team Champion. Während seiner Anfänge wurde Primate auch zweimaliger Main Event Wrestling Heavyweight Champion, einmaliger RISE: Underground Pro Wrestling Champion und einmaliger Tidal Championship Wrestling Tag Team Champion.

### World Wrestling Entertainment (2018–2022)
Primate gab sein Fernsehdebüt in der Folge von NXT UK am 26. Dezember 2018 und kämpfte zusammen mit Mike Hitchman gegen James Drake & Zack Gibson. Im folgenden Jahr kehrte er 2019 in der Folge von NXT UK vom 30. Januar 2019 unter seinem richtigen Namen zum Fernsehen zurück und verlor gegen Dave Mastiff. Am 20. März 2019 gründete er das Tag Team The Hunt. Sie besiegten zusammen Lewis Howley & Sam Stoker. Seitdem bestritten sie mehrere Tag Team Matches gegen Gallus Mark Coffey & Wolfgang, Imperium Fabian Aichner & Marcel Barthel, The Outliers Dorian Mak & Riddick Moss und Danny Burch & Oney Lorcan, die Matches konnten sie teils für sich entscheiden. Am 18. August 2022 wurde bekannt gegeben, dass er von der WWE entlassen wurde.

## Titel und Auszeichnungen
- Defiant Wrestling / What Culture Pro Wrestling
  - Defiant Hardcore Championship (2×)
  - Defiant Tag Team Championship (1×) mit Jimmy Havoc

- Main Event Wrestling
  - MEW Heavyweight Championship (2×)

- RISE Underground Pro Wrestling
  - RISE Championship (1×)

- Tidal Championship Wrestling
  - TCW Tag Team Championship (1×) mit Alexander Henry